# Leverett A. Adams
Leverett Allen Adams (* 23. September 1877 in Lawrence, Kansas; † 18. August 1976 in La Jolla, Kalifornien) war ein US-amerikanischer Zoologe und Museumskurator.

## Leben

### Familie und Ausbildung
Leverett Allen Adams, Sohn des James W. Adams und der Mary Janes Pierson Adams, absolvierte die Lawrence High School. Adams wandte sich im Anschluss dem Studium der Biologie an der University of Kansas zu, 1903 erwarb der den akademischen Grad eines Bachelor of Arts, 1906 den eines Master of Arts. 1915 wurde er an der Columbia University zum Doctor of Philosophy promoviert.
Der Kongregationalist Leverett Allen Adams, Anhänger der Republikaner, heiratete am 27. November 1917 Mary Loise Moss. Dieser Ehe entstammten die Kinder Leverett Allen junior, Virginia Louise und Mary Ladd. Adams verbrachte seinen Lebensabend in La Jolla im US-Bundesstaat Kalifornien, dort verstarb er im Sommer 1976 knapp vor Vollendung seines 99. Lebensjahres.

### Beruflicher Werdegang
Leverett Allen Adams erhielt im Jahre 1903 eine Anstellung als Museum Assistant am Department of Zoology der University of Kansas. 1906 wechselte Adams als Assistant Professor of Biology an das State Teachers College nach Greeley im US-Bundesstaat Colorado, 1914 wurde er zum Leiter des Departments of Biology bestellt. 1921 folgte Leverett Allen Adams einem Ruf als Assistant Professor of Zoology an die University of Illinois at Urbana-Champaign, 1935 wurde er zum Associate Professor, 1938 zum Full Professor, 1939 zum Kurator des Natural History Museums ernannt, 1948 wurde er emeritiert.
Er wurde zum Fellow der American Association for the Advancement of Science und zum Mitglied der American Society of Ichthyologists and Herpetologists, der American Society of Zoologists, der American Association of Museums, der Association of Midwest Museums, der Acacia Fraternity (Ακακία), der Sigma Xi sowie der Beta Theta Pi gewählt. Adams veröffentlichte zahlreiche Aufsätze in wissenschaftlichen Zeitschriften. Sein Forschungsschwerpunkt galt den Wirbeltieren und der vergleichenden Anatomie.

## Publikationen
- Description of the skull and separate cranial bones of the wolf-eel (Anarrhichtys ocellatus). In: University of Kansas science bulletin, v. 4, no. 16. University of Kansas, Lawrence, Kan. 1908.
- A memoir on the phylogeny of the jaw muscles in recent and fossil vertebrates. In: Studies in comparative osteology and myology, no. 2. Ph. D. Columbia University 1915, New York 1919.
- Necturus; a laboratory manual. Macmillan, New York 1926.
- A Memoir on the Phylogeny of the Faw Muscles in Recent and Fossil Vertebrates. University of Notre Dame, Notre Dame, Ind. 1942.
- zusammen mit Samuel Eddy: Comparative anatomy; an introduction to the vertebrates. Wiley, New York 1949.